# 갈루아 확대
갈루아 이론에서 갈루아 확대(Galois擴大, 영어: Galois extension)는 갈루아 군이 잘 정의될 수 있는 체의 확대이다.

## 정의
갈루아 확대는 다음 세 조건을 만족시키는 체의 확대이다.
- 대수적 확대이다.
- 정규 확대이다. 즉, 기약 다항식 {\displaystyle p\in K[x]}의 근 가운데 적어도 하나가 {\displaystyle L}에 포함된다면, {\displaystyle p}의 모든 근들이 {\displaystyle L}에 포함된다.
- 분해 가능 확대이다. 즉, 모든 {\displaystyle a\in L}에 대한 최소 다항식의 각 기약 인자들의 근들이 서로 겹치지 않는다.

## 성질
유한 확대 {\displaystyle L/K}에 대하여, 다음 조건들이 서로 동치이다. 이 정리는 에밀 아르틴이 증명하였다.
- {\displaystyle L/K}는 갈루아 확대이다.
- {\displaystyle L/K}는 정규 분해 가능 확대이다.
- {\displaystyle L}은 근이 겹치지 않는 (즉, 분해 가능한) 어떤 다항식 {\displaystyle p\in K[x]}의 분해체이다.
- {\displaystyle [L:K]=|\operatorname {Aut} (L/K)|}이다. 즉, 체의 확대의 차수 {\displaystyle [L:K]=\dim _{K}L}는 체의 확대의 자기동형군의 크기와 같다.

## 예
유리수체 {\displaystyle \mathbb {Q} }의 확대들을 생각하자.
- {\displaystyle \mathbb {Q} ({\sqrt {2}})}는 갈루아 확대이다.
- {\displaystyle \mathbb {Q} ({\sqrt[{3}]{2}})}는 정규 확대가 아니므로 갈루아 확대가 아니다. 이는 {\displaystyle x^{3}-2\in \mathbb {Q} [x]}의 세 근 가운데 오직 하나만을 포함한다.
- {\displaystyle \mathbb {Q} (\pi )}는 대수적 확대가 아니므로 갈루아 확대가 아니다. 이는 원주율 {\displaystyle \pi }가 초월수이기 때문이다.

(유리수체는 완전체이므로, 유리수의 모든 대수적 확대는 분해 가능 확대이다.)

## 참고 문헌
- Bewersdorff, Jörg (2006). 《Galois Theory for Beginners: A Historical Perspective》 (영어). American Mathematical Society. ISBN 0-8218-3817-2.
- Lang, Serge (1994). 《Algebraic Number Theory》 (영어). Springer-Verlag. ISBN 978-0-387-94225-4.
- Rotman, Joseph (1998). 《Galois Theory》 (영어) 2판. Springer. ISBN 0-387-98541-7.
- Völklein, Helmut (1996). 《Groups as Galois groups: an introduction》 (영어). Cambridge University Press. ISBN 978-0-521-56280-5.
- Funkhouser, H. Gray (1930). “A short account of the history of symmetric functions of roots of equations”. 《American Mathematical Monthly》 (영어) 37 (7): 357–365. doi:10.2307/2299273. JSTOR 2299273.